# Baku Metro
Baku Metro (azeri: Bakı Metropoliteni, i 1967—1991 også Ленин адына Бакы Метрополитени — Lenin adına Bakı Metropoliteni, russisk: Бакинский метрополитен имени В. И. Ленина – V. I. Lenin Baku Metro) er en undergrundsbane i Baku, hovedstaden i Aserbajdsjan.
Den åbnede den 6. november 1967 – under Sovjet-tiden – og har egenskaber som kan findes i de fleste eks-sovjetiske systemer, deriblandt meget dybe centrale stationer og dekorationer som blander traditionel aserbajdsjanske nationalmotiver med den sovjetiske ideologi.

## Linjer
| Navn    | Linje | Rute                        | Åbnede | Længde  | Stationer |
| ------- | ----- | --------------------------- | ------ | ------- | --------- |
| Linje 1 | 1     | İçərişəhər ↔ Həzi Aslanov   | 1967   | 20,1 km | 13        |
| Linje 2 | 2     | Şah İsmail Xətai ↔ Dərnəgül | 1976   | 14,5 km | 10        |
| Linje 3 | 3     | Xocəsən ↔ 8 Noyabr          | 2016   | 5,7 km  | 4         |

## Rutenettet og datoen for åbningen

### Tidslinje
| Rute                         | Dato              | Længde  |
| ---------------------------- | ----------------- | ------- |
| İçərişəhər-Nəriman Nərimanov | 6. november 1967  | 6,5 km  |
| 28 May-Şah İsmail Xətai      | 22. februar 1968  | 2,3 km  |
| Nəriman Nərimanov-Ulduz      | 5. maj 1970       | 2,1 km  |
| Ulduz-Neftçilər              | 7. november 1972  | 5,3 km  |
| 28 May-Nizami Gəncəvi        | 31. december 1976 | 2,2 km  |
| Nəriman Nərimanov-Bakmil     | 28. marts 1979    | 0,5 km  |
| Nizami Gəncəvi-Memar Əcəmi   | 31. december 1985 | 6,5 km  |
| Neftçilər-Əhmədli            | 28. april 1989    | 3,3 km  |
| Cəfər Cabbarlı               | 27. december 1993 | N/A     |
| Əhmədli-Həzi Aslanov         | 10. december 2002 | 1,4 km  |
| Memar Əcəmi-Nəsimi           | 9. oktober 2008   | 2,1 km  |
| Nəsimi-Azadlıq prospekti     | 30. december 2009 | 1,3 km  |
| Azadlıq prospekti-Dərnəgül   | 29. juni 2011     | 1,5 km  |
| Memar Əcəmi-2-Avtovağzal     | 19. april 2016    | 2,1 km  |
| Memar Əcəmi-2-8 Noyabr       | 29. maj 2021      | 3,5 km  |
| Avtovağzal-Xocəsən           | 23. december 2022 | 5,7 km  |
| Totalt:                      | 27 stationer      | 40,3 km |